# Lophozia gillmanii
Lophozia gillmanii là một loài rêu tản trong họ Jungermanniaceae. Loài này được (Austin) R.M. Schust. miêu tả khoa học lần đầu tiên năm 1953.